# Ahmed Hafnaoui
Ahmed Ayoub Hafnaoui (arabisch أحمد أيوب حفناوي, DMG Aḥmad Ayyūb Ḥafnāwī; * 4. Dezember 2002 in Métlaoui) ist ein tunesischer Schwimmer und Olympiasieger.

## Sportkarriere
Ahmed Hafnaoui gewann bei den Olympischen Sommerspielen 2020, die 2021 ausgetragen wurden, die Goldmedaille im Wettkampf über 400 Meter Freistil in der Zeit von 3:43,36 min.
Bei den Weltmeisterschaften 2023 im japanischen Fukuoka wurde er Weltmeister über 800 und 1500 Meter Freistil und Vizeweltmeister über die 400 Meter Freistil. An den Olympischen Spielen 2024 nahm er nicht teil.
Wegen Verstoßes gegen die Dopingbestimmungen wurde Hafnaoui 2025 rückwirkend für die Dauer von 21 Monaten beginnend ab dem 11. April 2024 gesperrt.